# Ferskvandssavfisk
Ferskvandssavfisken eller ferskvandssavrokken er en stor bruskfisk af familien pristidae, som hører under rokker. I modsætning til hvad navnet antyder, så lever den fortrinsvis i havet og er udbredt i det Indiske Ocean og dele af Stillehavet. Langs Austaliens nordkyst vandrer den ofte op i floder og tilbringer tilsyneladende de første 3 – 4 år af sin opvækst. Den er fundet Fitzroy River op til 300 km fra udløbet. Ferskvandssavfisken kan blive op til 7 meter lang. Fisken er truet af udryddelse og opført på IUCN ´s røde liste.